# Alhambra
|  | Per a altres significats, vegeu «Alhambra (desambiguació)». |

L'Alhambra és una ciutat palatina andalusina situada a Granada (Espanya). Es tracta d'un ric palau i fortalesa que allotjava el monarca i la cort nassarita del Regne de Granada. El Comitè del patrimoni mundial de la UNESCO va declarar l'Alhambra i el Generalife de Granada com Patrimoni Cultural de la Humanitat en la sessió del dia 2 de novembre de 1984 i cinc anys després, el barri de l'Albaicín, antiga ciutat medieval musulmana, va obtenir tal denominació com a extensió de la declaració de Patrimoni Cultural de la Humanitat de l'Alhambra i el Generalife. L'Alhambra ha estat una de les 21 candidates finalistes per a ser triada una de les set noves meravelles del món, encara que finalment no va ser seleccionada.
Com en altres obres musulmanes, el seu veritable atractiu són els interiors, la decoració dels quals els situa en el cim de l'art islàmic. Dins del recinte hi ha el palau de Carles V fet construir pel primer emperador hispànic, Carles I d'Espanya.
El complex és gestionat per la institució Patronato de la Alhambra y el Generalife. El 2016 va ser el segon espai en nombre de visitants d'Espanya, després de la Sagrada Família de Barcelona, amb 2.615.188 visitants.

## Etimologia
Etimològicament, Alhambra en àrab és al-Hamrà (الحمراء, al-Ḥamrāʾ, ‘la Vermella’), procedent del nom complet Qàlat al-hamrà (‘la fortalesa vermella’). El castellà amb el temps hi intercalà entre la /m/ i la /ɾ/ una /b/ epentètica. Que el nom de l'Alhambra procedeixi del que acabem de dir és només una versió, perquè hi ha altres autors que diuen que en època andalusina l'Alhambra era emblanquinada. El nom de vermella li vindria perquè quan es va construir es treballava de nit, i vista a la nit, des de lluny, a causa de la llum de les torxes, es veia vermella. Altres autors defensen que Alhambra és simplement el nom en femení del seu fundador, Ibn al-Àhmar, que en àrab significa ‘el fill del Roig’.

## Arquitectura
Els mosaics de l'Alhambra fan servir tres tipus de suport: la ceràmica, l'estuc i la fusta. Els temes principals que utilitza són:
- L'epigrafia: amb caràcters cursius o geomètrics
- La decoració vegetal
- La decoració geomètrica

L'Alhambra, en l'aspecte geomètric, és un gran homenatge a les proporcions i l'estabilitat del quadrat. Indica els quatre elements, les quatre estacions, les quatre edats de la vida, els quatre punts cardinals que donen ordre al món: pot arribar a ser una font inesgotable d'exemples de transformacions geomètriques planes. El 2010 va tenir 2.170.250 visitants.

## Història
L'Alhambra es va aixecar sobre el turó de la Sabika, un dels punts més elevats de la ciutat de Granada. Aquest emplaçament tenia una situació estratègica defensiva i alhora representava un símbol clar, ja que el cim del poder és molt perceptible per a la resta de la ciutat, un lloc escollit per ser contemplat. L'extensió del turó va permetre albergar el complex, que ocupa uns 740 m de longitud i entre 180 m i 40 m d'amplada.
Es una ciutat emmurallada reial (medina) que ocupa la major part del turó de La Sabika; per la seva banda, Granada tenia una segona muralla. Per tant, l'Alhambra podia funcionar amb autonomia respecte a Granada. A l'Alhambra hi havia tots els serveis propis i necessaris per a la població que hi vivia: mesquites, escoles, tallers, etc. El 1238 entra a Granada per la porta d'Elvira, i per a ocupar el palau del Gall del Vent, Muhàmmad ibn Yússuf ibn Nasr, anomenat Ibn al-Hamar (ja que tenia la barba vermella). Quan Ibn al-Hamar va entrar triomfador a Granada l'any 1238, la població el va rebre amb el crit de «Benvingut el vencedor per la gràcia d'Al·là», al qual ell va respondre: «Wa lā ḡālib illā allāh» ('Només Al·là és vencedor'); aquest és el lema de l'escut nassarita i també està escrit per tota l'Alhambra. Ibn al-Hamar va construir el primer nucli del palau. Ben-Al-Hamar va construir el primer nucli del palau, que posteriorment va fortificar el seu fill Muhammad II. Amb tota probabilitat, les muralles exteriors i l'aqüeducte es van completar al final del segle XIII. Els jardins i pavellons del Generalife daten pel que sembla del regnat d'Isma'il (1314-1325). Però els emplaçaments més importants de l'Alhambra (el complex del pati dels Arrayanes i el dels Lleons) pertanyen a l'època de Yússuf I (1333-1354) i Muhammed V. Aquest estil granadí és la culminació de l'art andalusí. Després de tres segles d'activitat, els tres sectors queden ben diferenciats a l'Alhambra: l'alcassaba, l'entramat urbà i els palaus. L'estil granadí en l'Alhambra és la culminació de l'art nassarita, que no es va realitzar fins a mitjan segle xiv amb Yusuf I i Muhàmmad V el 1333 i 1354. El 1492, amb la conquesta de Granada pels Reis Catòlics, l'Alhambra passa a ser palau dels reis. El comte de Tendilla, de la família de Mendoza, va ser el primer alcaide cristià de l'Alhambra. Hernando del Pulgar, cronista de l'època, explica que el comte de Tendilla i el comanador major de Lleó, Gutierre de Cárdenas, van rebre de Ferran el Catòlic les claus de Granada, van entrar a l'Alhambra i damunt de la torre de Comares van alçar la creu i la bandera. L'any 1527, Carles V del Sacre Imperi romanogermànic en va destruir una part per construir-hi un palau. Posteriorment, les tropes de Napoleó Bonaparte van intentar destruir-la, però no ho van aconseguir.
El 6 de maig de 1893 l'Alhambra va ser visitada per l'emperadriu consort d'Àustria, Sissi.

## Accessos
Les diferents vies d'accés al recinte de l'Alhambra que s'han obert des del començament són:

### Sud
Pujant des de plaça Nova per la costa de Gomérez, cal travessar el bosc de l'Alhambra, entrant des de la Porta de les Granadas. Aquesta és de temps de Carles V i es va aixecar en substitució de la porta original, la Bib al-Buxar o porta de les alegres noves, coneguda també com a Bib al Jadaq o del fossat, torre defensiu que protegia la vall.

#### Puerta de las Armas
És la més antiga de les entrades de l'Alhambra, on s'arriba des de la riba del Darro, vorejant la torre de la Vela i acabant sota la torre de les Armes, a la part nord del recinte.

#### Puerta Justicia i Puerta del Vino
També trucada de l'Esplanada. Al sud del recinte, constitueix la major de les torres-portes nassarita i la principal des del domini cristià. Està formada per un arc de ferradura apuntat de maó. Va ser construïda i oberta el 1348, sota el regnat de Iussuf I. Al centre de la clau es pot veure el relleu d'una mà (senyal de benvinguda i per combatre el mal d'ull). Més endins s'obre una segona façana de dimensions menors, també amb arc de ferradura. Sobre aquest segon arc, hi ha un relleu d'una clau i per sobre una inscripció fundacional que descriu el nom de la porta i la data de la compleció (30 de maig a 28 de juny de 1348). A prop hi ha la Porta dels Carros, únic accés rodat, vehicles autoritzats a la medina. Abans d'arribar a la medina hi ha la Porta del Vi, que també comunica l'Alcassaba amb la zona de palaus. Des d'ella es desemboca en una esplanada anomenada plaça dels Aljubs, per estar damunt una sèrie d'aljub. Aquesta porta és una de les edificacions més antigues, atribuïda a l'època del Sultà Muhammand III (1302-1309), la decoració de la façana o portada de ponent correspon a l'època finals del segle xiii o principis del XIV, i la de llevant és posterior a 1367.

#### Puerta de los Siete Suelos
També anomenada de les Albercas, és la que donava accés a la part alta de la medina fins al domini cristià, ja que per ella va abandonar Boabdil la ciutat de Granada i els Reis Catòlics la van enviar tapiar en senyal de respecte, avui dia roman tancada. És famosa per aparèixer en algunes de les aventures dels Contes de l'Alhambra, de Washington Irving, ambientades en ella. La llegenda diu que El Cavall Pelut i El Cavall sense Cap que són invisibles però se'ls pot sentir als seus subterranis, dels quals només se n'han trobat quatre a sota. 

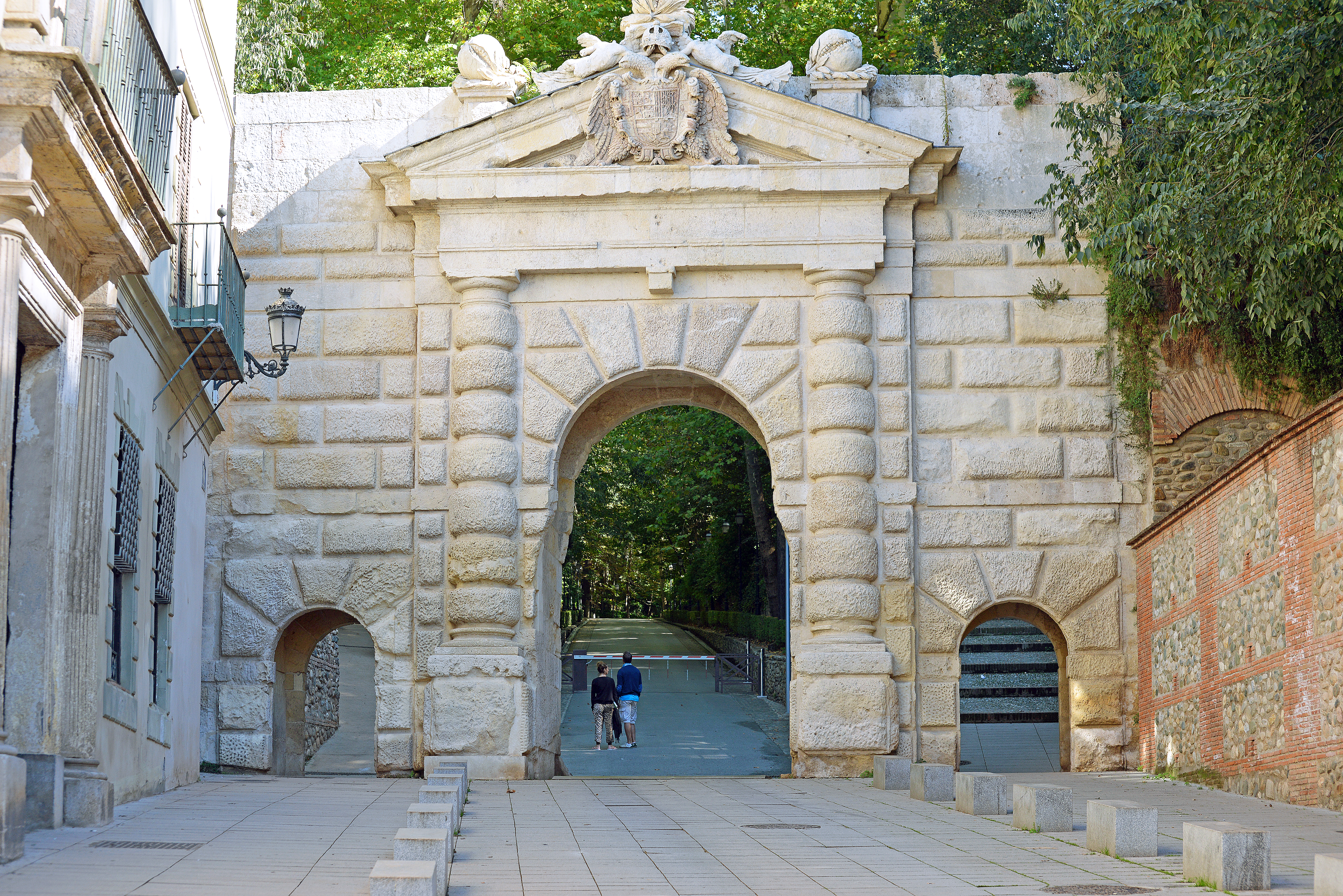
Puerta de las Granadas.
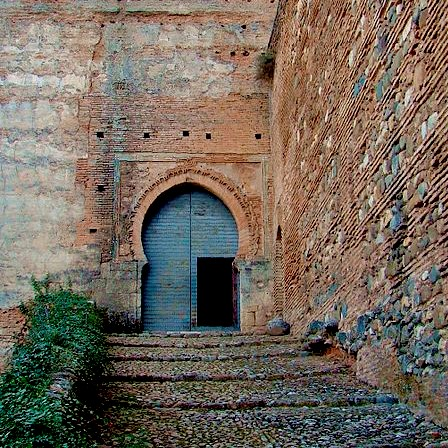
Accés a la Puerta de las Armas des de la ciutat.
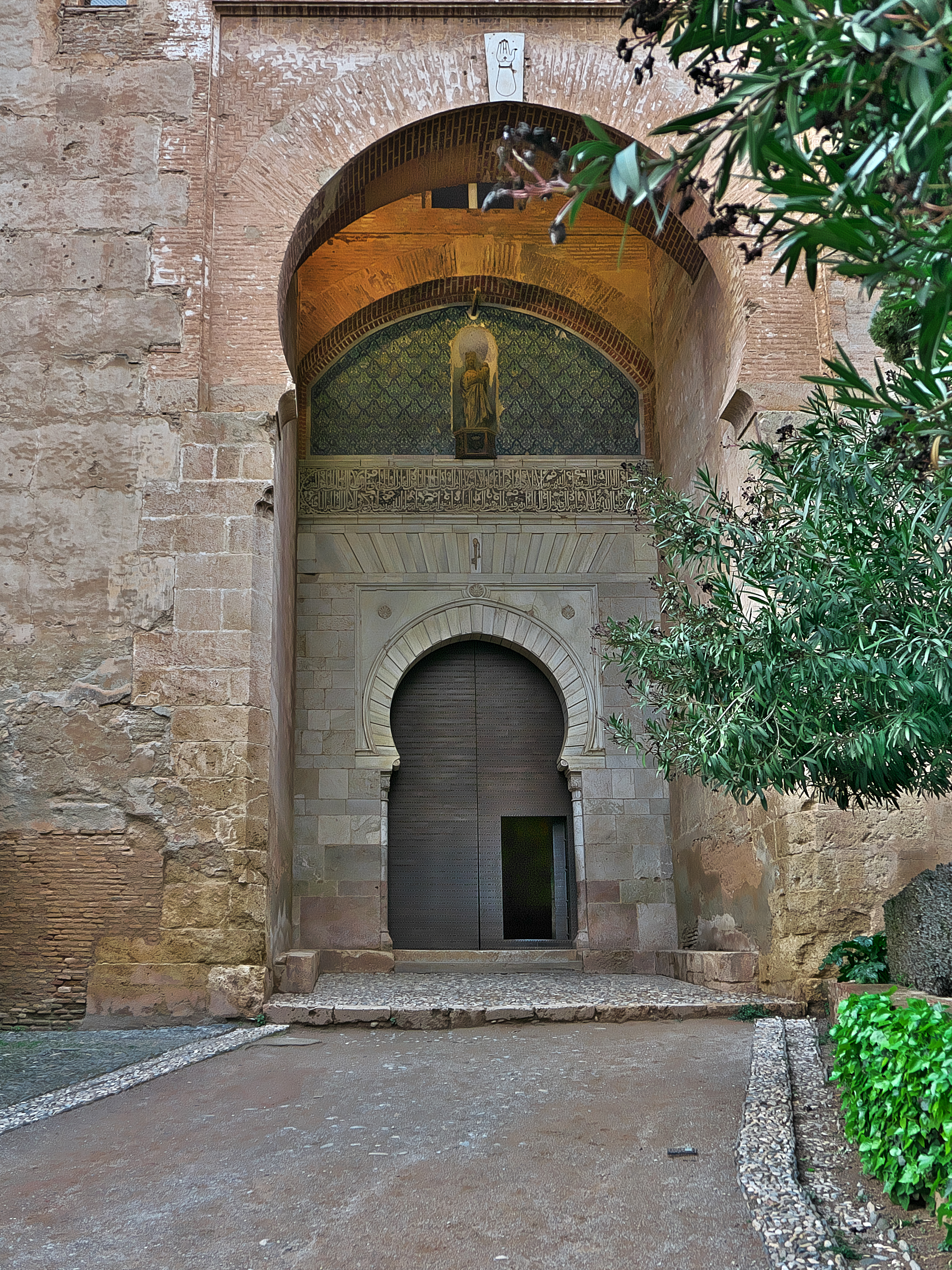
Puerta de la Explanada o de la Justicia o Bab al-Shari'a.
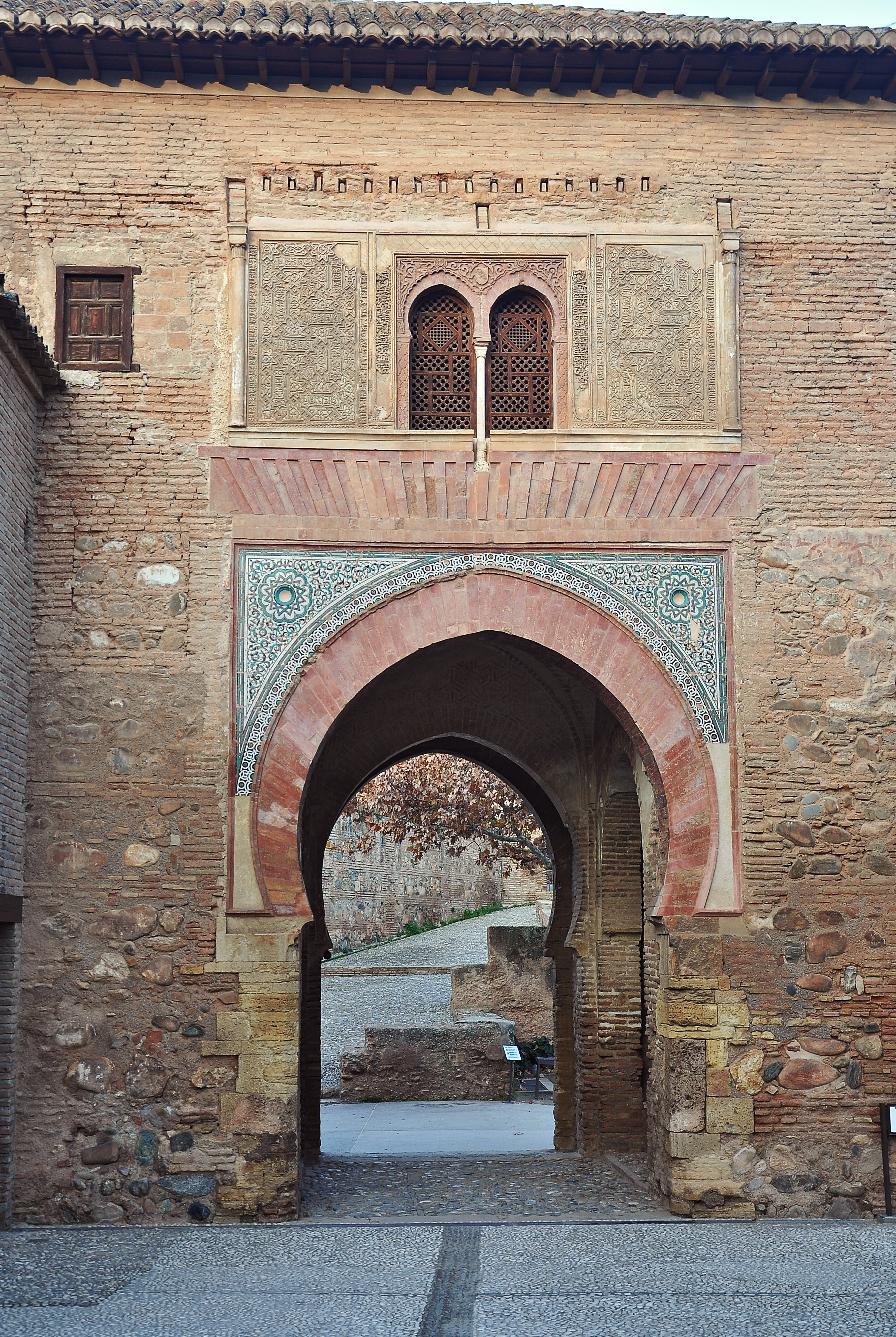
Puerta del Vino.
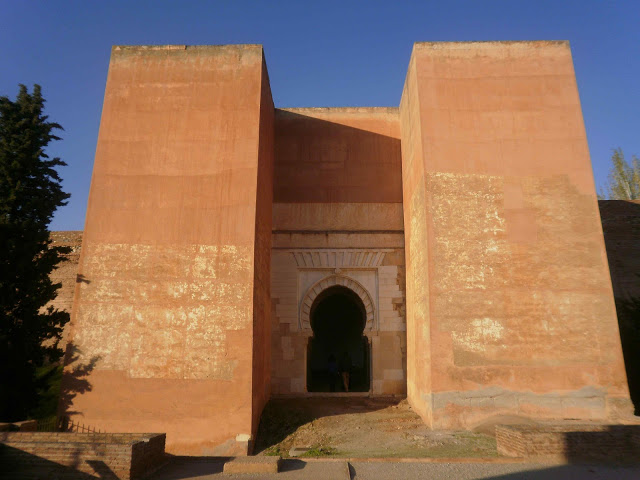
Puerta de los Siete suelos.

### Nord

#### Porta del Arrabal
Sota la torre del mateix nom, també al nord, s'arribava des de la cuesta de los Chinos, al final del passeig dels Tristes i era utilitzada per arribar al Generalife.

### Est

#### Accés amb entrada
Connecta el Secano amb el Generalife; tots dos només es poden visitar amb entrada. Des del 1988 és l'accés principal des del centre de visitants, a través de la xarxa viària exterior, propera a l'actual cementiri, per eliminar el trànsit rodat, que resulta perjudicial pels accessos tradicionals.

## Alcassaba

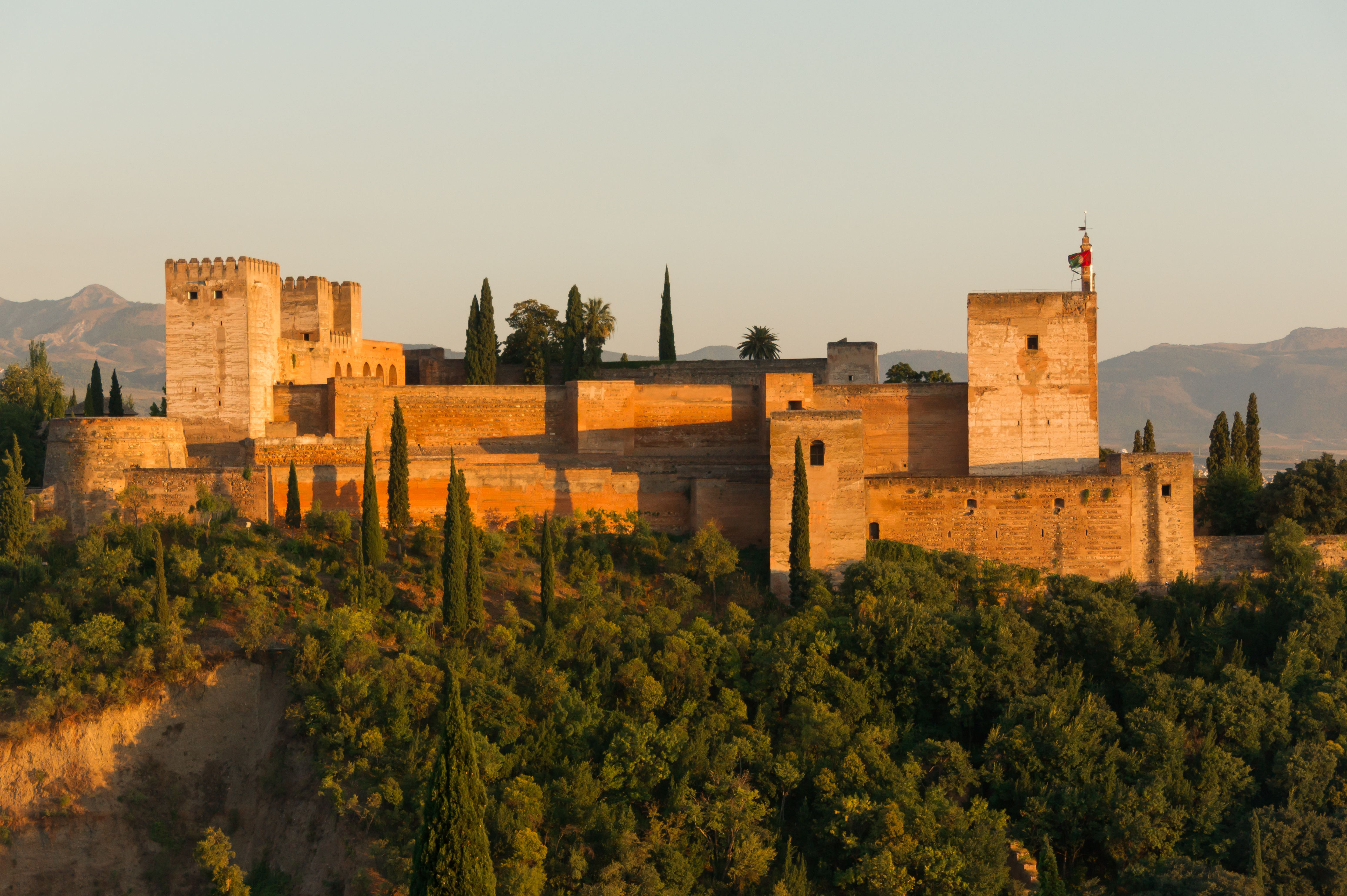
Vista exterior de l'Alcazaba de l'Alhambra des del nord

L'Alcassaba és el recinte situat a la part més occidental del turó de Sabika, de planta trapezoïdal una mica irregular, constituïa la zona militar, centre de la defensa i vigilància del recinte i amb això va ser la part de construcció més antiga de l'Alhambra. Les primeres edificacions hispanoàrabs realitzades es corresponen amb l'època califal, al segle xi. Així com de la dinastia zirí, ampliant-les en convertir-se Granada en capital d'un dels regnes de Taifes. Amb Muhammad I, primer rei nassarita de Granada, es va reconstruir i va ampliar aquesta fortalesa, es van reforçar els seus murs i es van aixecar les principals torres. El seu successor Muhàmmad II al-Faqih va acabar les obres de reconstrucció de l'alcassaba. Amb anterioritat a l'edificació dels palaus , aquesta àrea compartia també una funció d'allotjament real. Els seus elements principals són:

### Nord
Avançant de dreta a esquerra

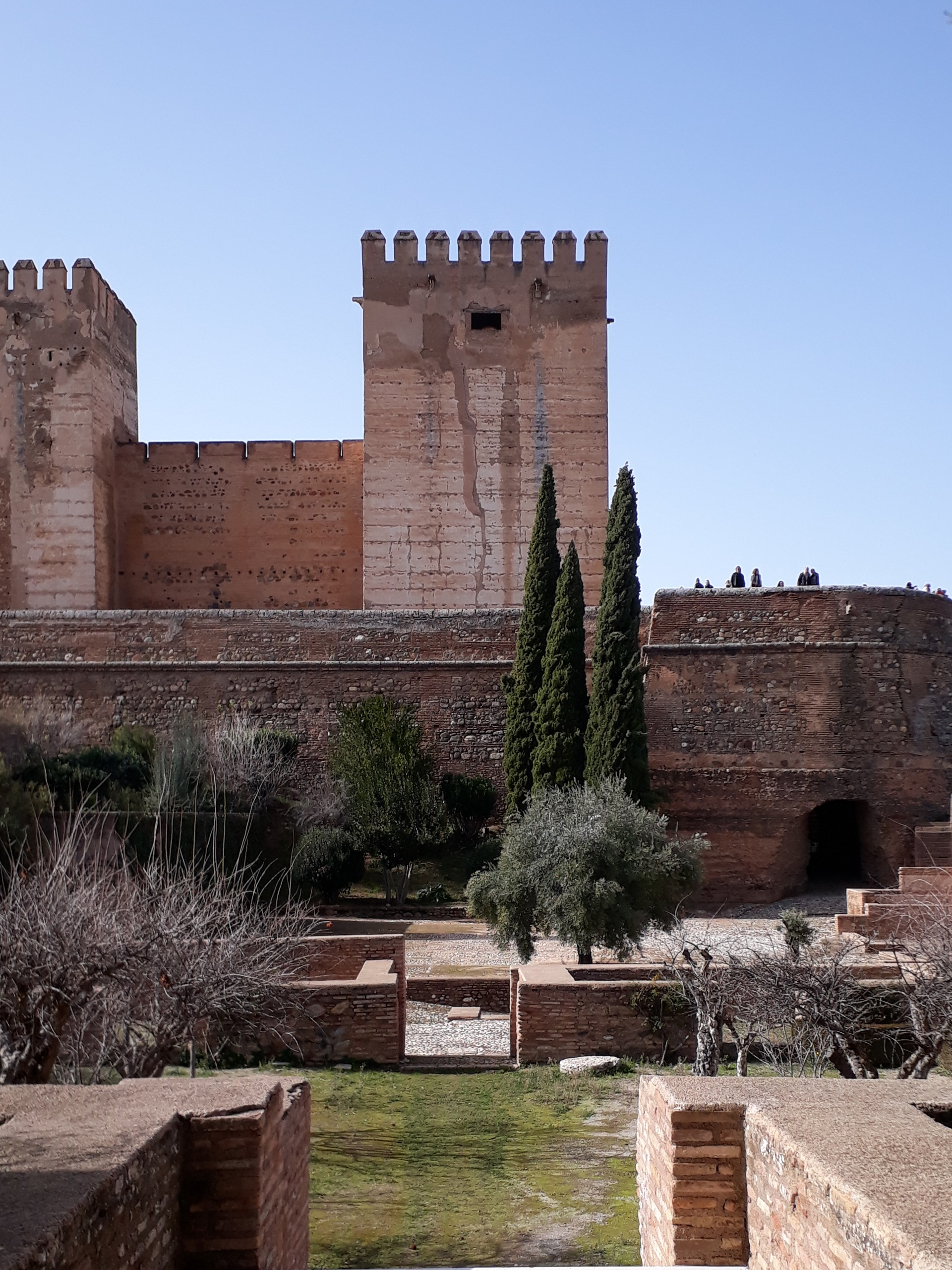
Torre del Homenaje.

- Terrassa de la Torre del Cubo. Torre semicircular, construïda al voltant de 1586, va ser buidada al segle xx. Avui dia constitueix una terrassa de privilegi per a la contemplació de la vall del Darro i l'Albaicín.

- Adarb de la muralla nord.

- Plaça d'Armes i terrassa o torre de la plaça d'Armas. A final del segle xiv Ismail I va aixecar una porta sota aquesta torre, per a les pujades des de Granada. Per fer espai a aquesta porta, va caldre reestructurar la zona nord i demolir part de les cavallerisses.

- Torre de los Hidalgos, ubicada als peus de la torre de la Vela, té caràcter defensiu.

### Oest
La Torre de la Vela va ser onstruïda entre 1238 i 1279, era la torre de defensa més grossa del conjunt militar, del cim dominava tota la vega granadina. El seu nom procedeix de la campana que els cristians van col·locar a la torre després de la conquesta de la ciutat. Sonava a l'alba per avisar els agricultors del reg de les hortes a la Vega de Granada, per tant, els mantenia en vela, i d'aquí el nom.
- Bastió d'artilleria, revellí, construït al període cristià.

### Sud
- Torre de la pólvora.

- Jardí dels Adarves, va ser creat al segle xvii, quan la fortalesa va perdre el seu caràcter defensiu.

### Est
El front més ampli del trapezoide que forma l'alcassaba, amb uns 75 m d'alçada. A l'altra banda d'aquesta muralla hi ha la gran esplanada de la plaça dels Aljubs.

#### Torre de l'Homenatge
És la torre més gran d'aquest front, té entre 22 i 26 m d'alçada i s'aixeca a la part més elevada de la fortalesa. Al segle xiv, constituïa juntament amb la torre de la Vela, els principals bastions defensius de l'Alhambra, oferint protecció al recinte. Al seu interior es distingeixen sis pisos. Es creu que va ser en aquesta torre on va instal·lar la seva residència Al-Ahmar, el fundador de l'Alhambra, quan va decidir construir el palau. Es troba verticalment, dividida en dues zones ben diferenciades. Una zona inferior que comprèn els dos primers nivells, en què el seu accés es fa sota la muralla nord. La zona superior que comprèn la resta de nivells té accessos des de la muralla nord i l'adarve del mur est. El nivell més alt va poder servir els alcaides del recinte de centre d'operacions de defensa, i el més baix, una masmorra, per emmagatzemar gra, sal i espècies.
- Torre Quebrada.
- Torre Adarguero.

A l'interior de l'alcassaba hi ha el barri castrense, on hi ha les restes dels murs de les cases que ocupaven aquest lloc, amb la fesomia típica d'una zona urbanitzada:
- carrers estrets i múltiples atzucacs.
- habitatges amb entrada al racó i organitzats al voltant del pati.
- bany i aljub a la zona oriental.
- possibles barracons o magatzems, a causa de la regularitat i mida, a la zona sud.

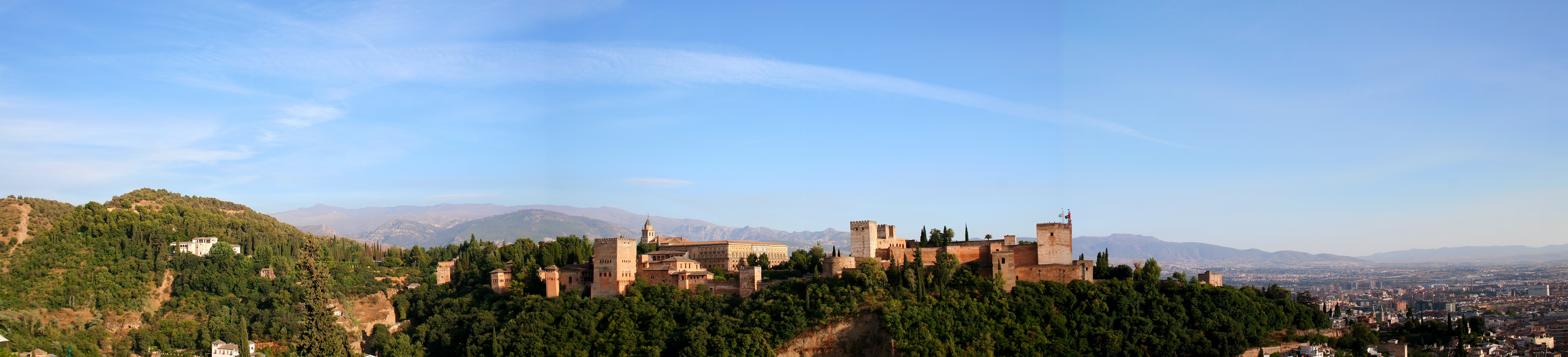
Vista panoràmica de l'Alhambra amb la serra Nevada al fons